# Val-Senneville
Val-Senneville est une ancienne municipalité et, depuis 2002, un secteur de la ville de Val-d'Or, situé dans la région administrative de l'Abitibi-Témiscamingue, au Québec, précisément dans la municipalité régionale de comté de la Vallée-de-l'Or. 
Alors un village situé en périphérie de Val-d'Or, Val-Senneville est fondé en 1945, pour des motifs agricoles, et ce, en vertu du plan Vautrin. Le village est municipalisé en 1978. Le secteur est situé au nord du centre-ville de Val-d'Or sur la route 397, qui mène vers Barraute puis Senneterre. La principale zone urbanisée du secteur est située aux abords du lac Blouin. Le lac Senneville est un autre plan d'eau d'importance du secteur. La rivière Harricana prend aussi sa source dans le secteur de Val-Senneville pour se jeter 553 kilomètres plus au nord dans la baie James. 
Lors des réorganisations municipales québécoises de 2002, Val-Senneville, comme plusieurs autres villages environnants, est fusionnée à Val-d'Or. Peu avant sa fusion, en 2001, la ville compte une population de 2 479 habitants.

## Histoire

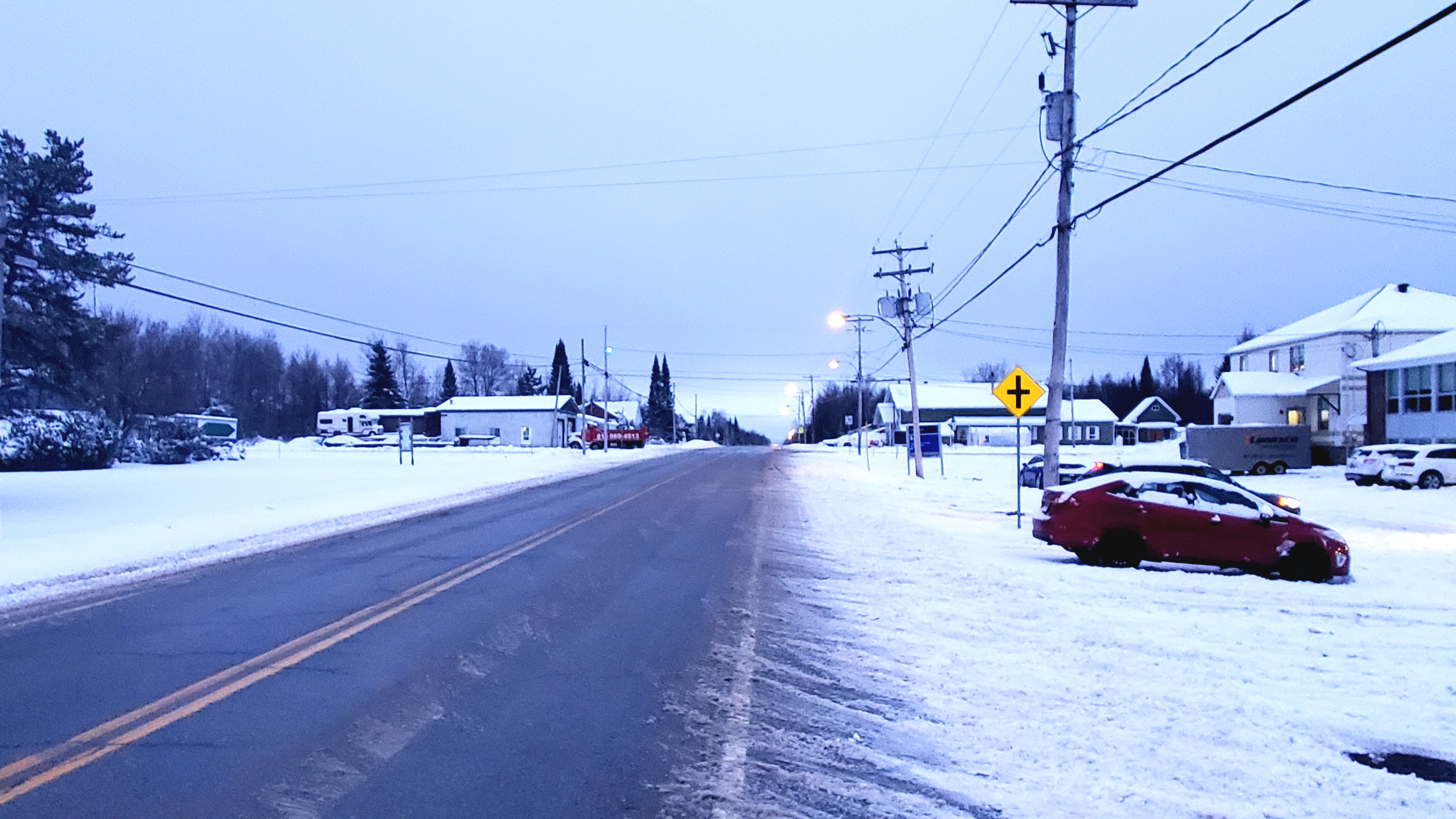
La route 397, artère principale de Val-Senneville.

Le début des années 1940 marque le début de la colonisation de Val-Senneville. L’abbé Albert Morasse est le prêtre-colonisateur. À la demande du ministère de la Colonisation, c’est lui qui choisit les aspirants colons. Elles sont 46 familles à composer le premier contingent. C’est la famille d’Albert Rivest qui est la première à s’implanter à l’automne 1939, suivie de celle de Jeanne Alix, une veuve de six enfants qui marquera l'imaginaire de la communauté. L’emplacement où elle s'était établie est devenu un point de repère pour les gens de la ville de Val-d'Or. On dira, par exemple, que la route se rendait jusqu’à « la côte de la veuve », aujourd'hui connue comme étant « la courbe Alix », sur la route 397. 